# Religioni nelle Filippine
CattolicesimoIslamIglesia ...Chiesa a...Chiesa a...BattismoUnited Chu...Testimoni di...Altre religioniNessuna religioneNon rispondeCattolicesimoIslamIglesia ni CristoChiesa aglipayanaChiesa avventista del settimo giornoBattismoUnited Church of Christ in the PhilippinesTestimoni di GeovaAltre religioniNessuna religioneNon rispondeReligioni nelle Filippine
La religione più diffusa nelle Filippine è il cattolicesimo, introdotto dai missionari spagnoli. Tuttavia, sono praticati anche l'islam, il buddhismo, il confucianesimo, il taoismo, lo shintoismo, il protestantesimo, l'animismo e altre religioni.
L'attività missionaria durante il periodo coloniale da parte di Spagna e Stati Uniti ha portato alla trasformazione delle Filippine nel secondo Paese, dopo Timor Est, a maggioranza cattolica del sud-est asiatico, con oltre il 92% della popolazione che professa il cristianesimo.
Attualmente, in base all'articolo III della Costituzione filippina del 1987, le Filippine sono uno stato laico, il che significa che viene garantita la libertà religiosa.
(Costituzione della Repubblica delle Filippine, Articolo II, Sezione VI)
(Costituzione della Repubblica delle Filippine, Articolo III, Sezione V)

## Cristianesimo

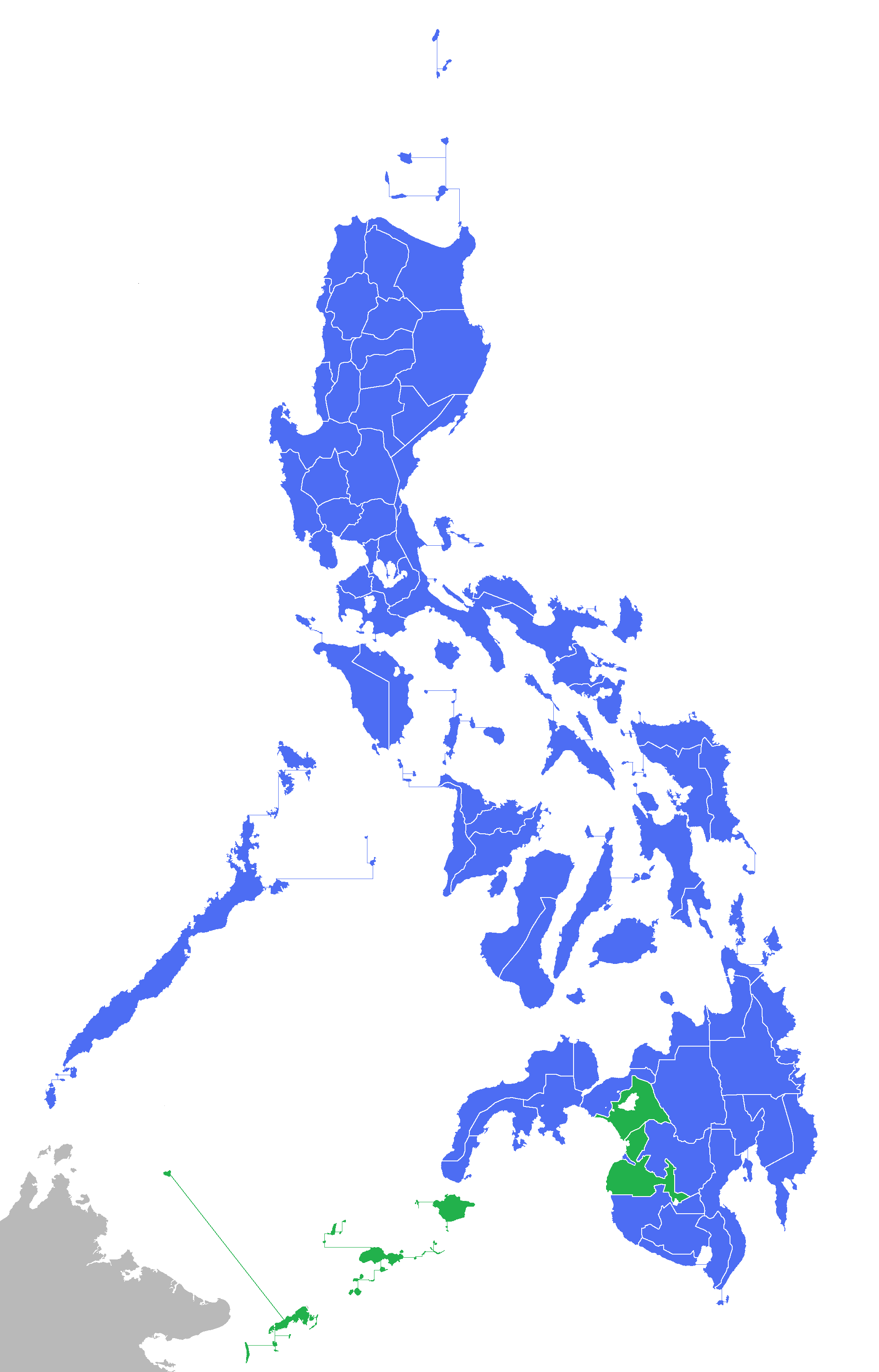
Religione dominante per provincia, cristianesimo (blu) e islam (verde).

### Chiesa cattolica
Il cristianesimo è la religione maggioritaria nel paese. Nello specifico, il cattolicesimo è professato da circa l'80,6% della popolazione filippina. La fede cattolica raggiunse le odierne Filippine con l'arrivo di Ferdinando Magellano, nel 1521. Dopo il suo sbarco sull'isola di Cebu, Ragià Humabon, capo indigeno, li accolse e, insieme alla sua consorte e diverse centinaia di guerrieri nativi, accettò di essere battezzato.
Alla fine del XVI secolo, le isole furono rivendicate da un gruppo di esploratori spagnoli, guidato dal generale Miguel López de Legazpi, che rinominò la colonia sotto il nome di Filippo II. I missionari spagnoli che vi si insediarono convertirono la maggior parte dei filippini al cattolicesimo.
Nelle Filippine, come in altri Paesi prevalentemente cattolici, si celebrano festività come la Settimana santa, il Corpus Domini, Natale e Capodanno. Inoltre, si celebra anche la festa di Nostra Signora della Solitudine.

### Chiesa ortodossa
Una piccola minoranza di cristiani nel Paese aderisce al cristianesimo ortodosso, per gran parte diretto sotto la giurisdizione della Chiesa di Costantinopoli.

### Chiesa filippina indipendente

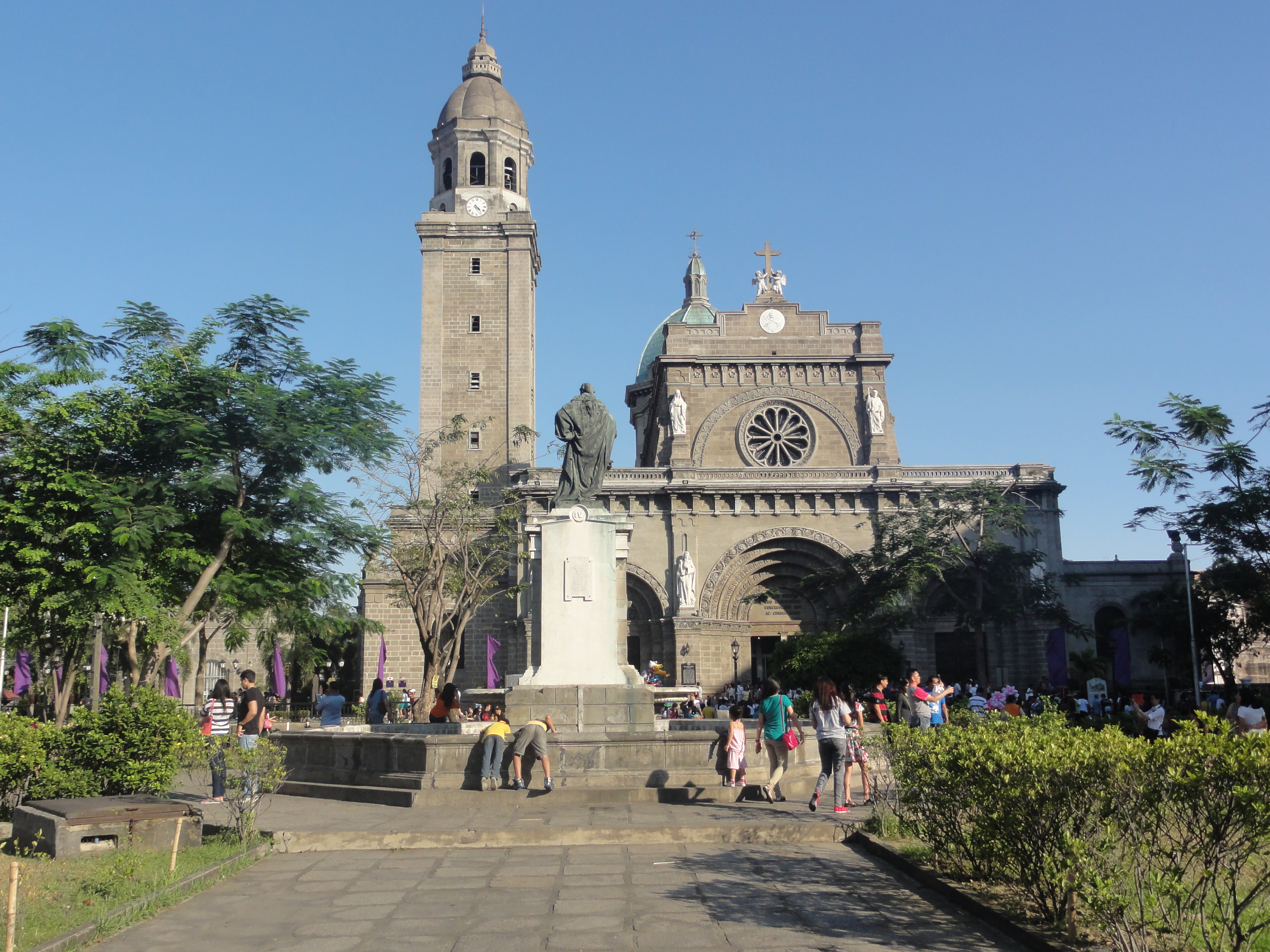
Cattedrale cattolica di Manila

La Chiesa filippina indipendente è la seconda religione dopo il cattolicesimo, una delle più professate, con circa 2 000 000 di seguaci. Fu fondata nel 1902, sotto la guida del sacerdote, avvocato e guerrigliero filippino Gregorio Aglipay y Labayán, come chiesa cattolica nazionale per le Filippine. La chiesa nacque insieme all'indipendenza della nazione dall'Impero spagnolo e fu creata proprio in segno di distacco dalla Chiesa cattolica e dai colonizzatori spagnoli. Gregorio Aglipay era stato infatti scomunicato dalla Santa Sede nel 1899, a causa del suo impegno militante per l'indipendenza del suo Paese.

### Protestantesimo
L'8,2% della popolazione filippina si dichiara protestante o evangelica. I primi protestanti non apparvero fino al 1898, quando le Filippine furono annesse agli Stati Uniti. Agli inizi del XX secolo, si insediarono diversi gruppi protestanti, come i presbiteriani, i metodisti, i battisti e gli anglicani, i quali ebbero un influsso culturale rilevante. Tra il 1920 e il 1940, si aggiunsero anche le prime chiese pentecostali, fondate da missionari degli Stati Uniti. Al giorno d'oggi, la religione protestante più diffusa è la Chiesa avventista del settimo giorno, con più di 1 084 390 credenti.

## Islam
L'islam è professato dal 5,6% della popolazione, con la maggioranza che aderisce al sunnismo dalla scuola shafi'ita, ed alcune minoranze di sciiti e ahmadiyya. Le tribù filippine meridionali, principalmente i Moro e i Samales, sono alcune delle comunità filippine indigene sopravvissute alla colonizzazione spagnola e alla conversione al cattolicesimo.
L'islam raggiunse le Filippine alla fine del XIV secolo, attraverso i commercianti musulmani del Golfo Persico e della Malesia. Questa religione è professata principalmente nelle isole sud-occidentali di Mindanao, Jolo e Sulu, il cui rappresentante o leader è un sultano.
D'altra parte, nel Mindanao opera il più grande gruppo separatista islamico delle Filippine, il Fronte di Liberazione Islamico Moro, che ha commesso diversi attentati recenti e su cui si speculano rapporti con lo Stato Islamico (ISIS). Si stima che oltre 150 000 persone siano morte nella regione a partire dagli anni '70 a causa delle attività separatiste.

## Buddhismo
Molte usanze filippine hanno forti influenze buddiste. Il buddismo nelle Filippine è attualmente in forte crescita, principalmente a causa dell'aumento dell'immigrazione nel paese. Il buddismo è in gran parte limitato alle comunità cinesi, giapponesi, indostane, coreane, thailandesi e vietnamite, sebbene stia crescendo il numero dei seguaci locali. Ci sono templi a Manila, Davao, Cebu e in altri luoghi. Diverse scuole di buddhismo sono presenti nelle Filippine: Mahayana, Vajrayana, Theravada, così come gruppi come Soka Gakkai.

## Altre
Altre religioni sono arrivate nel Paese attraverso l'immigrazione, come il confucianesimo e il taoismo, anch'essi introdotti dai missionari cinesi, i quali hanno costruito diversi templi in alcune regioni delle Filippine. Inoltre, vi sono l'induismo, professato dagli immigrati indiani, e lo shintoismo, dagli immigrati giapponesi. L'animismo e altre credenze popolari sono praticate dalle popolazioni indigene. Tutte queste credenze sono minoritarie. Nel Paese sono presenti anche minoranze di atei e agnostici.